# Andrew Gardner
Andrew James Gardner (Tyrone, 4 aprile 1986) è un ex giocatore di football americano statunitense che ha militato nel ruolo di offensive tackle nella National Football League (NFL). Fu scelto nel corso del sesto giro (181º assoluto) del Draft NFL 2009 dai Miami Dolphins. Al college ha giocato a football al Georgia Institute of Technology.

## Carriera professionistica
Gardner fu scelto nel corso del sesto giro del Draft 2009 dai Miami Dolphis, con cui giocò una sola gara nella sua stagione da rookie. Dopo essere stato tagliato da Miami firmò prima coi Cincinnati Bengals e poi coi Baltimore Ravens senza scendere mai in campo nella stagione 2010. Nel 2011 passò agli Houston Texans con cui disputò la sua seconda partita nel finale di stagione. Rimase a Houston per tre stagioni finché il 31 marzo 2014 firmò coi Philadelphia Eagles.

## Statistiche
| Partite totali             | 8 |
| Partite totali da titolare | 0 |

Statistiche aggiornate alla stagione 2013